# Aymé Kunc
Pour les articles homonymes, voir Aymé et Kunc.
Aymé Kunc (Toulouse, le 20 janvier 1877 - Toulouse, le 13 février 1958) est un compositeur français, directeur du conservatoire de musique de Toulouse de 1914 à 1944. Il est un des fils d'Aloys Kunc, également musicien toulousain.

## Parcours

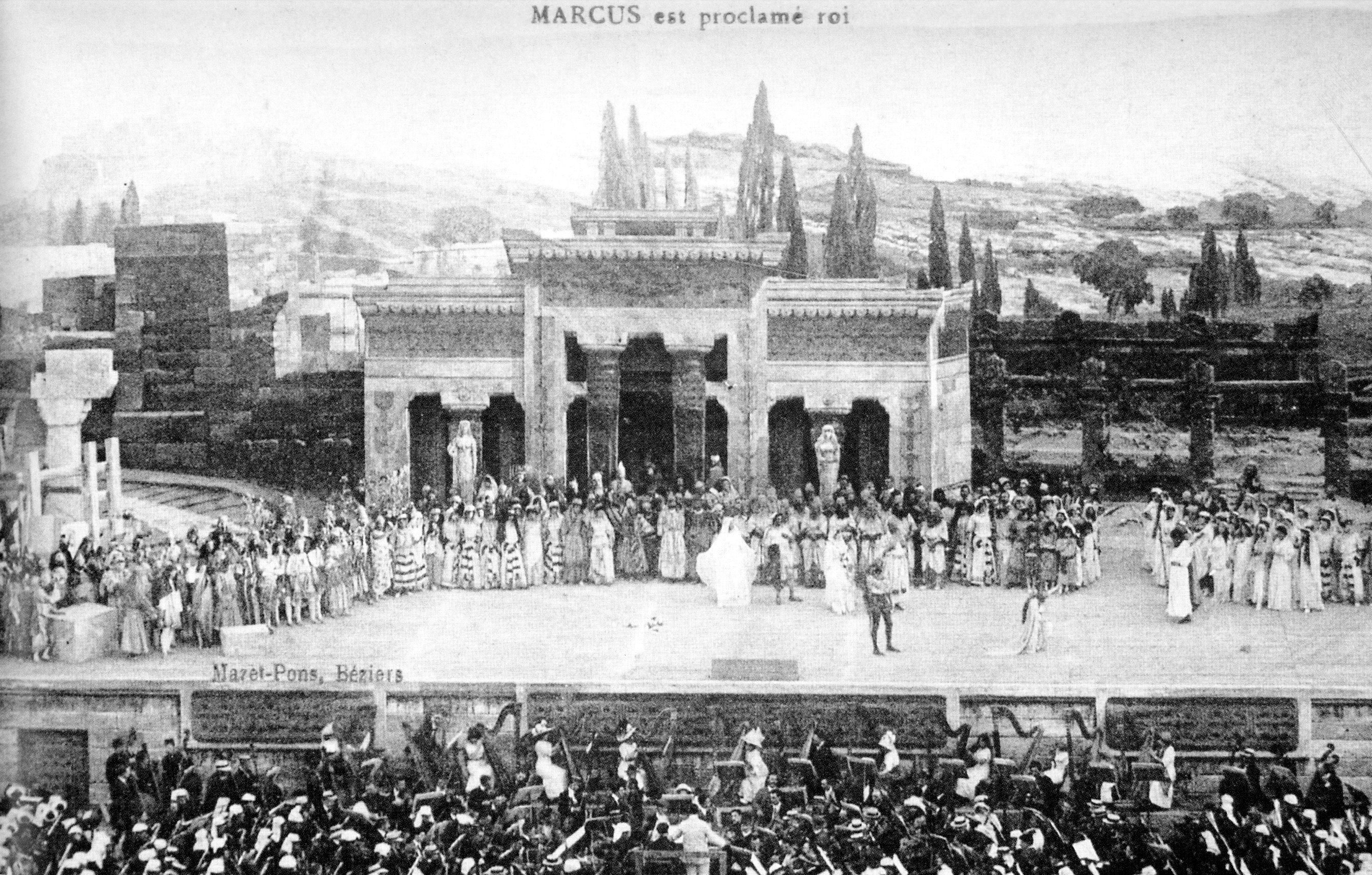
Représentation des Esclaves à Béziers (1911).

Aymé Kunc est fils d'Aloys Kunc et frère cadet de Pierre Kunc. En 1902, il remporte le premier Grand prix de Rome devant Maurice Ravel. Le 27 août 1911, Les Esclaves,  tragédie de Louis Payen dont il composa la musique est créé au Théâtre des Arènes, à Béziers (deuxième représentation le 30 août).
Chef d'orchestre du théâtre Apollo à Paris (1907), il prend ensuite la direction du conservatoire de musique de Toulouse (1914), qu'il dirigera pendant trente ans.
Depuis 1996, l'Association Aymé-Kunc enregistre les œuvres de ce compositeur qui était tombé dans l'oubli, et notamment sa Messe de Sainte-Cécile (1999).

## Œuvres

### Musique de chambre
- Sonate pour violon et piano
- Fantaisie en forme de danse, pour violon et piano
- Pastorale, pour violon et piano
- Suite symphonique pour deux violoncelles et piano
- Suite pour flûte, violoncelle et piano
- Trio pour violon, violoncelle et piano
- Quatuor avec piano
- Quatuor à cordes n°1 (1946)
- Quatuor à cordes n°2 (1948)
- Pièces brèves pour quatuor
- Petite Suite pour quintette à vent
- Quintette pour quintette à vent (1954)
- Scherzetto pour quintette à vent
- Asturiana pour quintette à vent

### Œuvres pour clavier
Œuvres pour piano
- Scherzetto
- Simples chansons

Œuvres pour orgue
- Scherzetto
- Fantaisie symphonique

### Œuvres pour orchestre
- Ouverture de fête (1904-07)
- Suite dramatique (1904-07)
- Feuillets d’album
- Quatre Esquisses méditerranéennes (1949)
- Cloches d'Automne pour orchestre
- Prélude et final
- Fantaisie pour piano et orchestre (1904-07)
- Pensée musicale pour harpe et orchestre (1916)
- Quatre Pièces pour flûte et orchestre
- Pastorales pour violon et orchestre (1919) [écouter en ligne]
- Légende pour alto et orchestre (1931)
- Poème pour violoncelle et orchestre (1943)
- Nocturne pour cor et orchestre

### Musique vocale
Mélodies avec piano
- Apaisement
- Je ne sais pas de fleur
- Printemps
- Soleil d’automne
- Le Voyage

Chœurs a cappella ou avec piano ou petit ensemble
- Le Bohémien (avec violon)
- Chanson pastorale (avec piano)
- Deux Chants folkloriques
- Chants populaires languedociens
- Je ne veux plus chanter
- Noël de la libération
- Le Plus doux chant

Cantates
- Cantate pour le couronnement de Dante (1921)
- Hymne des ailes

Motets et œuvres sacrées
- Ave Maria I
- Ave Maria II
- Ave Maria III
- Ave verum I, pour soprano ou ténor solo et chœur à voix égales (ad libitum) avec accompagnement d'orgue (et harpe ad libitum), dédié à Eugène Gigout. Paris, Victor Sicard, ca1924?, V.S.134bis.
- Ave verum II
- Messe de Sainte Cécile (1923)
- Psaume CXLVII

### Musique pour la scène
Ballets
- Les Armes de Vulcain
- Les dieux morts
- Pastorale antique

Opéra
- Les Esclaves (1911)